# Serrato
Serrato és un municipi de la província de Màlaga a Andalusia. La seva extensió superficial és de 29,19 km² i el 2019 tenia 477 habitants. Forma part de la Serranía de Ronda.
Va ser una Entitat local autònoma dins el municipi de Ronda, fins que al desembre de 2014 es va constituir com a municipi.